# Jürgen Mette

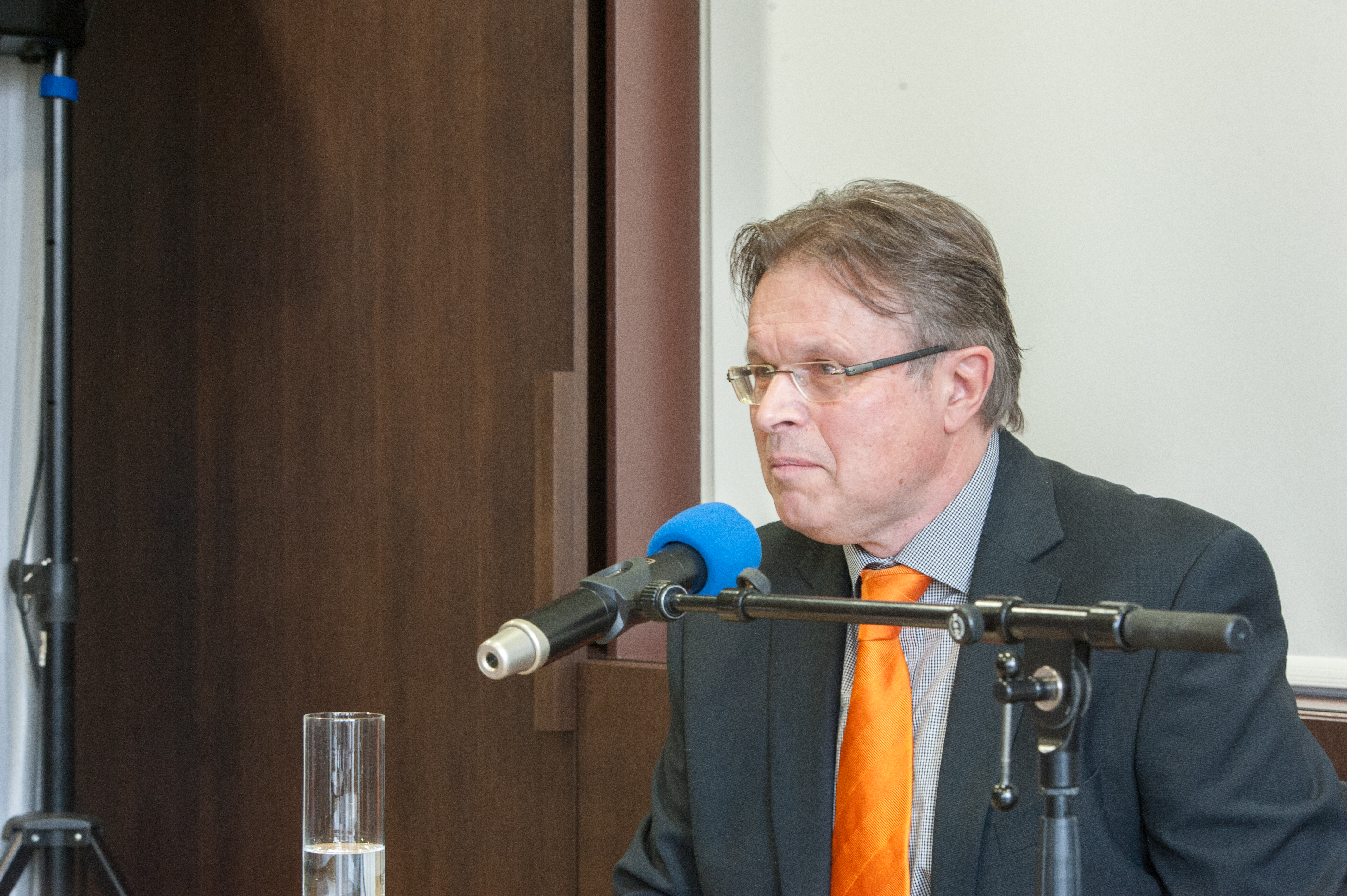
Mette bei der Vorstellung seines Buchs Alles außer Mikado im Januar 2013.

Jürgen Mette (* 29. Februar 1952) ist ein deutscher evangelischer Theologe und ehemaliger Leiter eines christlichen Verlages in Marburg (Hessen).

## Ausbildung
Mette studierte von 1974 bis 1978 evangelische Theologie am Theologischen Seminar Tabor in Marburg und von 1988 bis 1990 an der Trinity International University in Deerfield (Illinois). Von 2007 bis 2008 studierte er an der European Business School in Oestrich-Winkel Stiftungsmanagement.

## Berufstätigkeit
Von 1978 bis 1983 war Mette Jugendpastor im Südwestdeutschen Gemeinschaftsverband, danach von 1983 bis 1989 Jugendevangelist im Deutschen Gemeinschafts-Diakonieverband (DGD). Von 1990 bis 1996 war er Gemeindeberater und Lehrbeauftragter am Theologischen Seminar Tabor. Von 1998 bis 2013 leitete er als geschäftsführender Vorsitzender einen christlichen Verlag, die Stiftung Marburger Medien. Seit 1993 ist er der Vorsitzende des Stiftungsrats der Studien- und Lebensgemeinschaft Tabor, zudem Vorstandsmitglied beim Bibellesebund und Mitglied im Hauptvorstand der Deutschen Evangelischen Allianz.

## Werke
- Der Supersound. Hänssler Verlag, Neuhausen-Stuttgart 1991, ISBN 978-3-775116053.
- als Hrsg.: Impulsbuch offener Gottesdienst. Material für Gottesdienste mit Kirchendistanzierten. SCM R. Brockhaus, Wuppertal 1998, ISBN 3-417-11147-1.
- mit Norbert Schmidt (Hrsg.): Hoch anstimmen. Festschrift zum 80. Geburtstag von Theo Wendel. Francke Verlag, Marburg 2006, ISBN 3-86122-854-8.
- mit Christoph Morgner (Hrsg.): Gott nahe zu sein ist mein Glück: Das Lesebuch zur Jahreslosung 2014. Brunnen Verlag, Gießen 2013, ISBN 978-3-7655-4202-2.
- Lebensnotizen: Menschen, die mich geprägt haben. Francke Verlag, Marburg 2013, ISBN 978-3-868273540.
- Alles außer Mikado. Leben trotz Parkinson. Gerth Medien, Asslar 2013, ISBN 978-3-865917621.
- Gnadenzeit: Kriminalroman. Gerth Medien, Asslar 2015, ISBN 978-3-957340276.
- mit Christina Brudereck: Reformation des Herzens. Eine vierwöchige Reise zurück zu den Wurzeln. SCM R. Brockhaus, Wuppertal 2016, ISBN 978-3-417-26727-3.
- Espenlaub (Roman). Gerth Medien, Asslar 2018, ISBN 978-3-95734-191-4.
- Die Evangelikalen: Weder einzig noch artig. Eine biografisch-theologische Innenansicht. Gerth Medien, Aßlar 2019, ISBN 978-3-95734-548-6.
- Zwischen Himmeltag und Vaterfahrt. Feiertagsgedanken von Jürgen Mette. Brunnen Verlag, Gießen 2024, ISBN 978-3-7655-3612-0.